# Asclepiodoto de Alexandria
Asclepiodoto (em grego:  Άσκληπιόδοτος) de Alexandria foi um filósofo  neoplatônico que viveu na segunda metade do século V. Ele era natural de Alexandria,  estudou sob Proclo em Atenas. Ele mudou-se para Afrodísias, onde manteve uma escola de filosofia em conjunto com outro homem também chamado Asclepiodoto, com cuja filha, Damiane, casou-se. Ele escreveu um comentário sobre o Timeu de Platão, que está desaparecido, estudou ciência, medicina, matemática e música, mas evitou a metafísica altamente especulativa.
Damáscio seu pupilo, descreve Asclepiodoto que era politeísta em termos depreciativos, em parte por desprezar as práticas de oráculos:
A mente de Asclepiodoto não era perfeita, como a maioria das pessoas pensam. Ele era extremamente ágil em levantar questões, mas não tão hábil em seu entendimento. Tinha uma inteligência desigual, especialmente quando se tratava de assuntos divinos - o conceito invisível e inteligível de pensamento elevado de Platão. Ainda mais no campo da sabedoria superior - o conhecimento   órfico e caldeu que transcende o senso comum.
Um dia ele e sua esposa Damiane visitaram o templo de Ísis em Menouthis no Egito, para tentar curar a infertilidade de Damiane, ela conseguiu ter um bebê mas os cristãos da Alexandria alegaram que ela o tinha comprado de uma sacerdotisa e usaram o caso como pretexto para então atacar e destruir o templo.